# 델타파

뇌전도(EEG)에서 나타나는 델타파의 사례.

델타파는 인간의 뇌파의 한 종류이다. 주파수 0.5에서 4 Hz 사이의 영역대를 말한다. 다른 뇌파처럼 뇌전도나 뇌피질전도를 통해 주로 측정한다. 비렘수면의 여러 단계중 세 번째 단계에서 주로 나타난다. 수면의 질을 측정하는 지표로도 사용된다. 델타파를 억제할 경우 마치 젊어진 것처럼 활력이 생기지만 수면에는 방해가 된다는 사례가 보고된 바 있다.

## 개념
델타파에 대한 기록은 1930년대 그레이 월터가 처음으로 남겼다. 그는 한스 베르거의 뇌전도 측정기(EEG)를 개선하여 알파파와 델타파를 감지했다. 델타파는 정량적 뇌파 검사를 사용하여 정량화할 수 있다.
나이가 들수록 델타파의 강도가 줄어든다. 남성의 경우 델타파의 강도가 줄어드는 속도가 빨라 30-40대에는 여성이 남성보다 더 강한 강도의 델타파를 보인다. 이는 대부분의 포유류에서 공통적으로 나타나는 현상이다.
5세까지의 영아는 깊은 3단계 수면인 깊은 잠을 많이 자기 때문에, 델타파가 많다. 청소년 때는 75%가 감소하여 25% 정도의 델타파가 발생한다. 40대 중반이 되면 델타파가 가장 적게 나온다. 75세가 되면 4단계 수면과 델타파가 거의 사라진다.

## 수면
수면은 렘수면(rapid eye movement sleep, REM)과 비렘수면(Non-REM,NREM)으로 나누어진다.
비렘수면은 다시 4단계로 나뉘는데, 1-2단계는 얕은 수면, 3-4단계는 깊은 수면이다. 비렘수면은 전체 수면의 75-80%를 차지한다.
수면 4단계에 접어들면 델타파가 50% 이상을 차지하는데, 일반적으로 3, 4단계의 수면은 섞여서 나타나기 때문에 통칭해 서파수면이라고 한다.
서파수면 시간이 줄면 치매를 유발하는 단백질 양이 늘어나는 것으로 나타났다.
서파수면은 Slow-wave sleep (SWS), 깊은 잠, 숙면(deep sleep)이라고 부른다.

## 뇌파
- 델타파 – (0.1 – 4 Hz)
- 세타파 – (4 – 7 Hz)
- 알파파 – (8 – 12 Hz)
- 뮤파 – (7.5 – 12.5 Hz)
- SMR파 – (12.5 – 15.5 Hz)
- 베타파 – (16 – 31 Hz)
- 감마파 – (32 – 100 Hz)